# 정욱 (기업인)
정욱 (鄭煜, 1946년 3월 17일 ~ )은 대한민국의 기업인이다. 정욱은 1973년 원프로덕션을 설립하고 OEM(주문자상표부착생산) 방식을 통해 일본 애니메이션 작품을 제작하여 수출하는 애니메이션 하청 제작사업을 시작하여 마침네 1977년 대원동화를 설립한다.
대원동화는 1977년 도에이 동화와 OEM계약을 체결하고, 약 80개의 일본 TV 애니메이션 시리즈에 참여했다. 또 일본의 유명한 작품 <은하철도 999(銀河鉄道 999, 1978)>, <들장미 소녀 캔디(キャンディ・キャンディ, 1976)>, <하록선장(宇宙海賊キャプテンハーロック, 1978)> 등도 대원동화에서 만들어졌다. 하지만 우리나라가 아닌 일본에서 만든 작품이지만 한국 애니메이션계의 도약을 이끄는 원동력이 되었다. 하청제작을 통해 축적된 경험과 노하우를 발판으로, 1980년대 말 한국에서는 본격적으로 한국에서도 창작 애니메이션의 제작이 활발해 지기 시작한다.
대원동화의 이 당시의 대표작으로 1987년 한국최초 TV 애니메이션 <떠돌이 까치>와 1988년 한국 최초의 TV 시리즈 <달려라 하니>, 1995년 극장용 애니메이션 <붉은매> 등이 있다.

## 영화
- 붉은 매
- 맹구와 북두신검
- 영구와 땡칠이 2 - 소림사 가다
- 스파크맨
- 무적 철인 람보트
- 비디오 레인져 007
- 독고탁 3 - 다시 찾은 마운드
- 독고탁 2 - 내 이름은 독고탁
- 은하전설 테라
- 독고탁 - 태양을 향해 던져라
- 버뮤다 5000년
- 우주대장 애꾸눈

## 경력
- 대원미디어 회장
- 대원미디어 대표이사 회장 (1996 ~ 1997)
- 서울국제만화페스티벌추진위원회 조직위원 (1994)
- 한국애니메이션제작자협회 회장 (1992)
- 대원팬시토이 대표
- 대원씨앤에이홀딩스 대표이사 회장
- 대원동화 대표이사 (1977)

## 학력
- 동국대학교 경영대학원 (? ~ 1987)
- 동국대학교 경영대학원 (? ~ 1964)
- 강릉고등학교 (? ~ ?)

## 수상

### 2013년
- 서울국제만화애니메이션페스티벌 SICAF 어워드

### 1993년
- 조세의날 관세청장표창

### 1992년
- 무역의날 수출탑

### 1986년
- 1986년 국무총리표창
- 1986년 대통령 수출탑상